# C/2014 S1 (PANSTARRS)
C/2014 S1 (PANSTARRS) — одна з параболічних комет. Ця комета була відкрита 19 вересня 2014 року; вона мала 21.3m на час відкриття.